# تیغ آفتاب (فیلم ۱۳۵۲)
تیغ آفتاب به کارگردانی امیر شروان و نویسندگی احمد نجیب‌زاده محصول سال ۱۳۵۲ است.

## خلاصه داستان
حجت (یداله شیراندامی) ژاندارم و برادرش منصور (سعید راد) قاچاقچی است. منصور به زندان می افتد و پس از آزادی به حجت قول می دهد که دیگر مرتکب کار خلاف نشود. منصور با زن معروفه‌ای به نام محبوبه (نوری کسرایی) آشنا می‌شود و قصد دارد با او ازدواج کند. یک قاچاقچی به نام خلف (فرهاد حمیدی) و برادرانش (منوچهر پولاد و علی دهقان) قصد دارند حجت را از سر راه خود بردارند. آن‌ها سعی می‌کنند منصور را رو در روی حجت قرار دهند. حجت از پیشینه ی محبوبه مطلع است، و مخالفت او با ازدواج منصور و محبوبه باعث کدورت میان دو برادر می‌شود. منصور بار دیگر به کار قاچاق رو می‌آورد. خلف در اتومبیل منصور مقداری هرویین جاسازی می‌کند و مأموران پاسگاه را از ماجرا با خبر می سازد. محبوبه، که از این ماجرا باخبر است، منصور را مطلع می سازد، و سرانجام خلف و قاچاقچی‌ها به دام پلیس می افتند..

## بازیگران
- سعید راد
- یدالله شیراندامی
- نوری کسرایی
- فرهادحمیدی
- رحیم روشنیان
- حمیده خیرآبادی
- محمد فرزین
- نریمان شیر‌فرد
- رفیع ممدکار